# Albion Park Rail
Albion Park Rail ist ein ländlicher Ort in New South Wales, Australien.

## Geographie
Albion Park Rail wird von Shellharbour City verwaltet. Der Ort ist etwa 86 km südlich vom Stadtzentrum Sydneys und 15 km südwestlich von Wollongong entfernt. Mit 966 Einwohnern/km² ist der Ort eher dicht besiedelt.

## Demographie
Mit Stand von 2021 hatte Albion Park Rail 6920 Einwohner, von denen 6307 die australische Staatsangehörigkeit besaßen. 431 Personen im Ort waren Aborigines (6,23 %), womit deren Zahl über dem Landesschnitt von 2,92 % lag. Weitere 9 Einwohner waren Torres-Strait-Insulaner.
In Albion Park Rail wohnten mit 353 Menschen (5,1 %) überdurchschnittlich viele Personen aus England (Landesweit: 3,65 %). Weitere Einwohner, die im Ausland geboren wurden, kamen aus Schottland (66), Neuseeland (65) und den Niederlanden (49).
Das Medianalter lag bei 41 Jahren. Das mittlere Einkommen pro Person betrug 636 Australische Dollar, das mittlere Haushaltseinkommen lag bei 1411 AUD, womit es zu den niedrigeren Haushaltseinkommen im landesweiten Vergleich (1746 AUD) zählte.

## Öffentliche Einrichtungen
In Albion Park Rail gibt es eine Schule, nämlich die Albion Park Rail Public School. Weiterhin gibt es 15 Parks sowie eine öffentliche Sportstätte. Der Ort beherbergt eine Filiale der Australia Post.
Weiterhin befindet sich dort das HARS Aviaton Museum.